# Carlismo electoral (Restauración)
El carlismo electoral de la Restauración fue vital para mantener el tradicionalismo en el período comprendido entre la tercera guerra carlista y la dictadura de Primo de Rivera. La causa carlista, derrotada por las armas en 1876, reorientó durante los años posteriores su estrategia de acción militar hacia los mecanismos políticos y las campañas mediáticas. Acomodándose al marco político de la monarquía alfonsina, los líderes del movimiento consideraron las elecciones democráticas, y especialmente las candidaturas al Congreso de los Diputados, el principal vehículo de la movilización política junto con la prensa. Aunque la minoría carlista en las Cortes fue siempre reducida y su impacto en la política nacional poco relevante, las campañas electorales fueron clave para sustentar el partido hasta que recuperó impulso durante la Segunda República española.

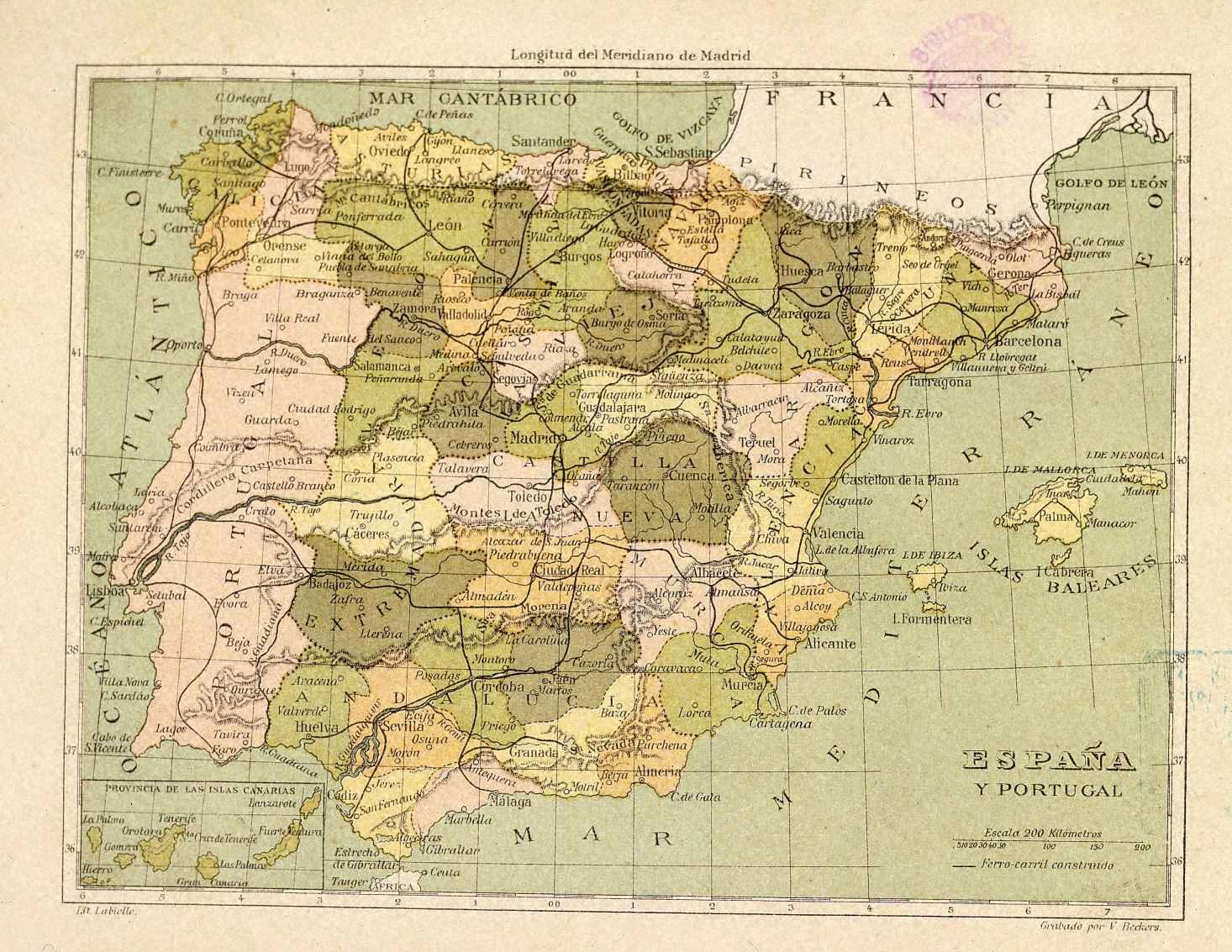
España, regiones y provincias desde 1833.

## Sistema electoral

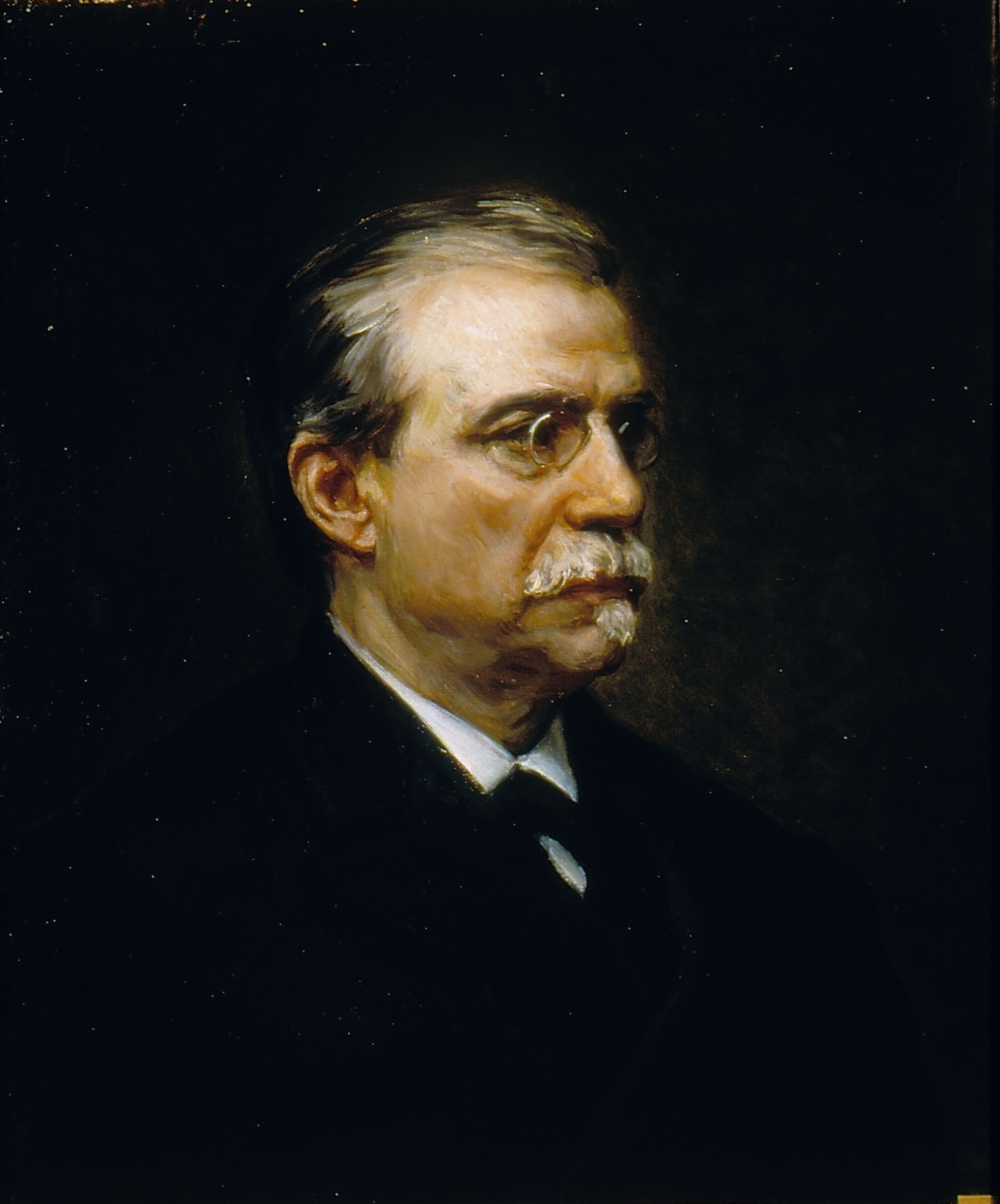
Antonio Cánovas, autor del sistema turnista

El sistema electoral español establecido en el período de la Restauración suponía que cada diputado representaba a unos 50.000 habitantes. La cámara baja, el Congreso de los Diputados, la única totalmente electa del poder legislativo, estaba compuesto por alrededor de 400 diputados.
Los distritos electorales correspondían territorialmente a los partidos judiciales existentes, aunque podía haber diferencias locales menores. Se dividían en dos categorías: 279 distritos rurales y 88 circunscripciones. 
En los distritos rurales se elegía a un solo diputado, mientras que en las circunscripciones se elegía a varios de ellos, cuyo número dependía del número de habitantes. En los distritos un votante tenía derecho a elegir a más de un candidato. En ambos tipos de categorías, los representantes se asignaban de acuerdo con el sistema de primera vuelta. Aunque los distritos constituían provincias y las provincias formaban parte de regiones más amplias, ni las provincias ni las regiones desempeñaban papel alguno en el proceso electoral.

### Derecho al voto
Hasta las elecciones de 1886, tenían derecho a voto los españoles varones mayores de 25 años con un estatus material apropiado, es decir, aquellos que pagaban impuestos anuales conocidos como la "contribución territorial" en áreas rurales o como el "subsidio industrial" en el caso de los residentes urbanos. A partir de la campaña de 1891, se concedió el derecho a voto a todos los hombres mayores de 25 años (sufragio universal masculino), lo que aumentó el número de votantes potenciales de 0,8 millones a 4,8 millones. Esta última cifra correspondía al 27% de toda la población de entonces.

### Turnismo y caciquismo
Las elecciones españolas de la Restauración están marcadas por 2 características distintas: turnismo y caciquismo. Según la dinámica turnista, las elecciones se iban organizando por uno de los dos partidos alternativos previamente designados, conservadores y liberales, para asegurar su mayoría parlamentaria. El objetivo se logró mediante una amplia gama de manipulaciones conocidas como pucherazos. El caciquismo era el sistema de corrupción política basado en redes de jefes de partidos locales. La eficiencia de ambos mecanismos disminuyó con el tiempo y varió en todo el país. Las zonas rurales eran típicamente más propensas al fraude electoral. El carlismo funcionó al margen del sistema, privado de los privilegios que disfrutaban los dos partidos turnistas. Aunque había algunos jefes carlistas locales o incluso dinastías, en general el caciquismo trabajó en contra de las fortunas carlistas.

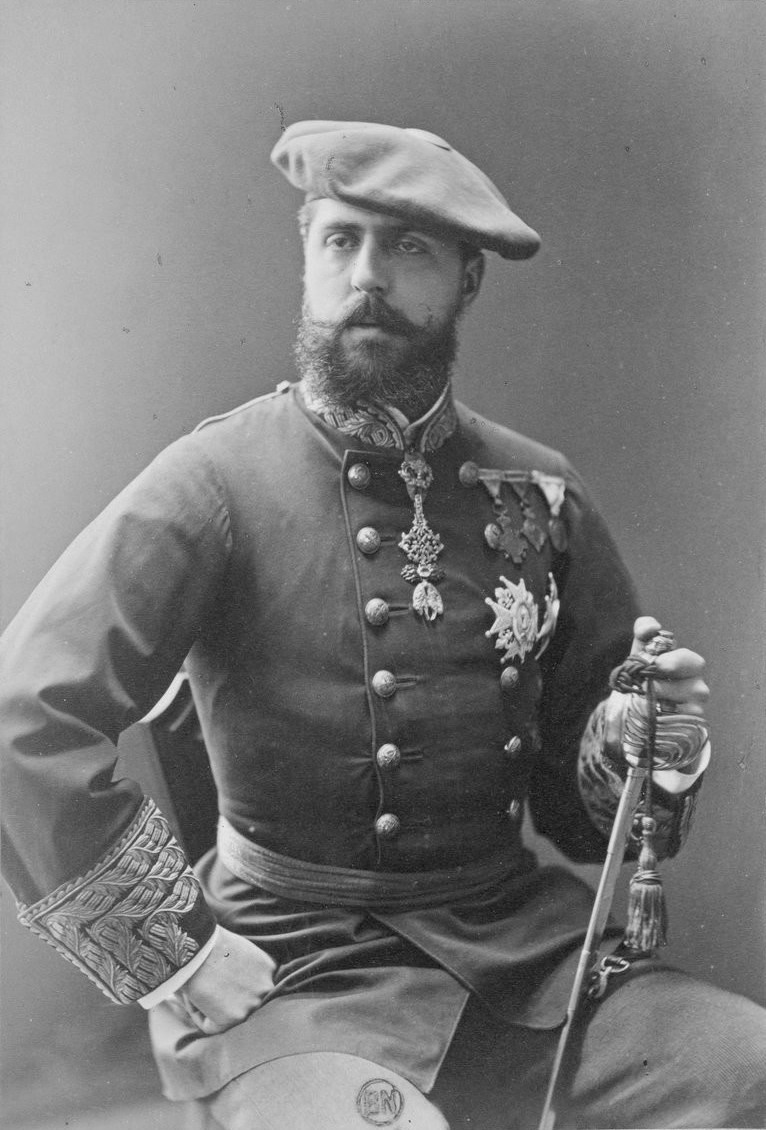
Carlos VII

## Resumen general de los resultados
| Año  | Votos         | Año  | Votos  |
| ---- | ------------- | ---- | ------ |
| 1879 | 536           | 1903 | 44.846 |
| 1881 | 2.197         | 1905 | 29.752 |
| 1884 | no presentado | 1907 | 87.923 |
| 1886 | 456           | 1910 | 69.938 |
| 1891 | 24.549        | 1914 | 52.563 |
| 1893 | 45.617        | 1916 | 69.938 |
| 1896 | 43.286        | 1918 | 90.122 |
| 1898 | 40.481        | 1919 | 90.423 |
| 1899 | 11.915        | 1920 | 70.075 |
| 1901 | 45.576        | 1923 | 52.421 |

Durante el período de 1879-1923 se celebraron elecciones generales en 20 ocasiones; el número total de actas de diputados disponibles fue de 8.048. Todas las ramas del tradicionalismo combinadas (carlistas-jaimistas, integristas, mellistas y candidatos independientes) obtuvieron 145 representantes, lo que representa el 1,8% del total. Este puntaje coloca a los tradicionalistas muy por detrás de dos agrupaciones políticas clave de la época de la Restauración, los conservadores y los liberales; junto con las ramas derivadas y grupos relacionados se apoderaron de más de 3.500 actas cada uno. El resultado tradicionalista también es mucho peor que el registrado por varios y generalmente muy efímeros partidos y alianzas electorales que caerían bajo la rúbrica genérica de republicano-democrática; en conjunto ganaron unas 500 actas de diputado. El tradicionalismo ocupa el cuarto lugar, detrás de las corrientes políticas conservadoras, liberales y republicanas. En general, ganó más escaños que los partidos que cobraron mayor dinamismo durante el siglo XX: los catalanistas, los vasquistas o los socialistas.
El potencial tradicionalista, en términos del número de votantes, es difícil de medir debido a diferentes factores, que van desde el fraude y la manipulación hasta las peculiaridades de la aritmética electoral. En la década de 1890, el número total de votos obtenidos por los diputados tradicionalistas en cada campaña rondaba los 40.000, aunque alguien pensara que también se debieran incluir los votos obtenidos por los candidatos no victoriosos, el número probablemente fuera más cercano a los 50.000; esto representaría alrededor del 1,7% de todos los electores activos. En el siglo XX, el número combinado de votos recibidos por los tradicionalistas victoriosos en cada campaña fue de unos 65.000 de promedio. En 1907, 1918 y 1919 fue de alrededor de 90.000, lo que sugiere que, en el mejor de los casos, podría haber hasta 100.000 personas votando el tradicionalismo, alrededor del 4% del total del electorado activo. Aunque apenas era una cifra imponente, incluso a principios de la década de 1920 el electorado tradicionalista era mucho más grande que, por ejemplo, el socialista, ya que hasta el advenimiento de la dictadura de Primo de Rivera, el PSOE no logró atraer a más de 40.000 votantes.

## Etapas

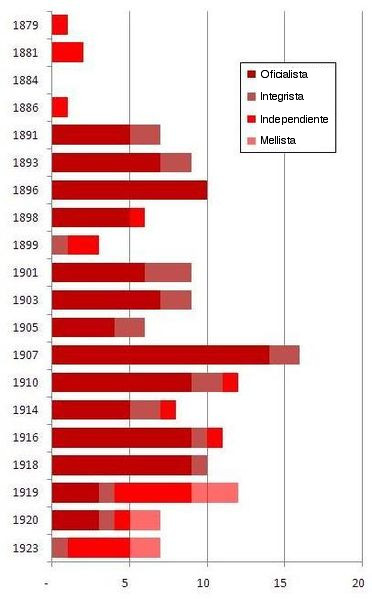
Diputados carlistas

Desde una perspectiva general española, la posición de los carlistas en el Parlamento experimentó poco o ningún cambio durante toda la Restauración: el grupo formó una minoría insignificante, que varió de apenas perceptible a menor, y que de ninguna manera fue capaz de influir en el curso de la política nacional. Fueron solo sus miembros más elocuentes los que ocasionalmente lograron hacer sentir su presencia.
Desde la perspectiva carlista, sin embargo, el tamaño de su contingente en el Congreso difería enormemente y habría sido algo en un rango entre 1 y 16. La volátil fortuna del movimiento en las urnas provenían en gran medida de sus oscilantes resultados en Navarra. En otras regiones, su potencial se mantuvo bastante constante, ya que las Vascongadas solían elegir 2-3 diputados, Cataluña (excepto la campaña de 1907) 1-2 diputados y Castilla la Vieja 1 diputado. Medido por el número de diputados carlistas presentes, la época de la Restauración se puede dividir en 4 etapas.

### a) 1879-1891
Los años de 1879 -1891 vieron muy pocos diputados carlistas, victoriosos solo a nivel individual. El primero elegido fue Ramón Altarriba y Villanueva, barón de Sangarrén, en 1879, aunque oficialmente el partido no participó en las elecciones. El movimiento, derrotado durante la tercera guerra carlista, sufrió los resultados del desastre militar y las represiones subsiguientes. Con los órganos de prensa suspendidos, los círculos cerrados, las propiedades expropiadas y los partidarios exiliados el carlismo solo estaba reconstruyendo gradualmente su infraestructura. La recuperación se hizo difícil debido a la creciente animosidad entre el pretendiente Carlos VII, por un lado, y Nocedal padre e hijo, por el otro, que llevó a la secesión de integrista de 1888. Como resultado, hasta 1891 solo había diputados a título individual elegidos de Guipúzcoa, Álava y Vizcaya, aunque también hubo candidatos victoriosos de otros partidos, apoyados por los carlistas, y aunque el carlismo dominaba en las elecciones locales en algunas provincias.

### b) 1891-1907
La ruptura nocedalista desencadenó una política electoral más agresiva, ya que tanto los Integristas como los principales carlistas intentaron superarse mutuamente. El año de 1891 marcó su primera campaña oficial. Demostrando hostilidad mutua y amarga, ambos grupos consideraron a los enemigos carlistas tradicionales como un mal menor; Carlos VII y Ramón Nocedal instruyeron por igual a sus seguidores a buscar una alianza incluso con los liberales si eso fuera a producir la derrota de sus ex hermanos. Este enfoque comenzó a cambiar localmente en los últimos años del siglo XIX, en el siglo XX ambos grupos impulsados por una oposición conjunta a las nuevas leyes gubernamentales. Sin embargo, entre 1891 y 1907, ambas ramas combinadas no lograron reunir más de 10 parlamentarios en un período, la corriente principal del Carlismo en el conjunto de 44 legislaturas y el integrismo ganó 12.

### c) 1907-1920
La campaña de 1907 produjo el mejor puntaje electoral carlista alcanzado durante Restauración, que fue el resultado de dos factores. El tradicionalismo se convirtió en un control casi total de Navarra, donde ambas ramas tomaron 6 de las 7 legislaturas, otorgando voluntariamente las restante a los conservadores. En Cataluña, los carlistas se unieron a una alianza regional, que elevó el número de sus parlamentarios catalanes del habitual a dos a 6. Aunque la coalición se desmoronó unos años más tarde, fue a su vez un rápido pero efímero crecimiento. de la rama valenciana del movimiento combinada con la supremacía continua en Navarra y el acercamiento con los Integristas que permitieron al Carlismo ocupar 10-12 escaños en la cámara baja de las Cortes durante la mayoría de los términos hasta 1920.

### d) 1920-1923
Los últimos años de 1920-1923 están marcados por la reducción de la minoría. Otra ruptura dentro del movimiento, la secesión mellista, devastó el carlismo, con una gran cantidad de líderes y jefes regionales que se unieron a las escapadas. En la fortaleza tradicional, Navarra, la política de alianzas fundamentales de corta duración, incluso con los liberales, desconcertó al electorado y el Carlismo perdió el control sobre la provincia. Los movimientos vascos y catalanes estaban asumiendo una política cada vez más cautelosa hacia el carlismo. Finalmente, el crecimiento de nuevos rivales, republicanos y socialistas, comenzó a socavar cualquier apoyo electoral que los carlistas aún disfrutaran en las provincias del norte y del este. Durante la última campaña de 1923, Jaime III ordenó la abstención, citando la desilusión en cuanto a la democracia corrupta.

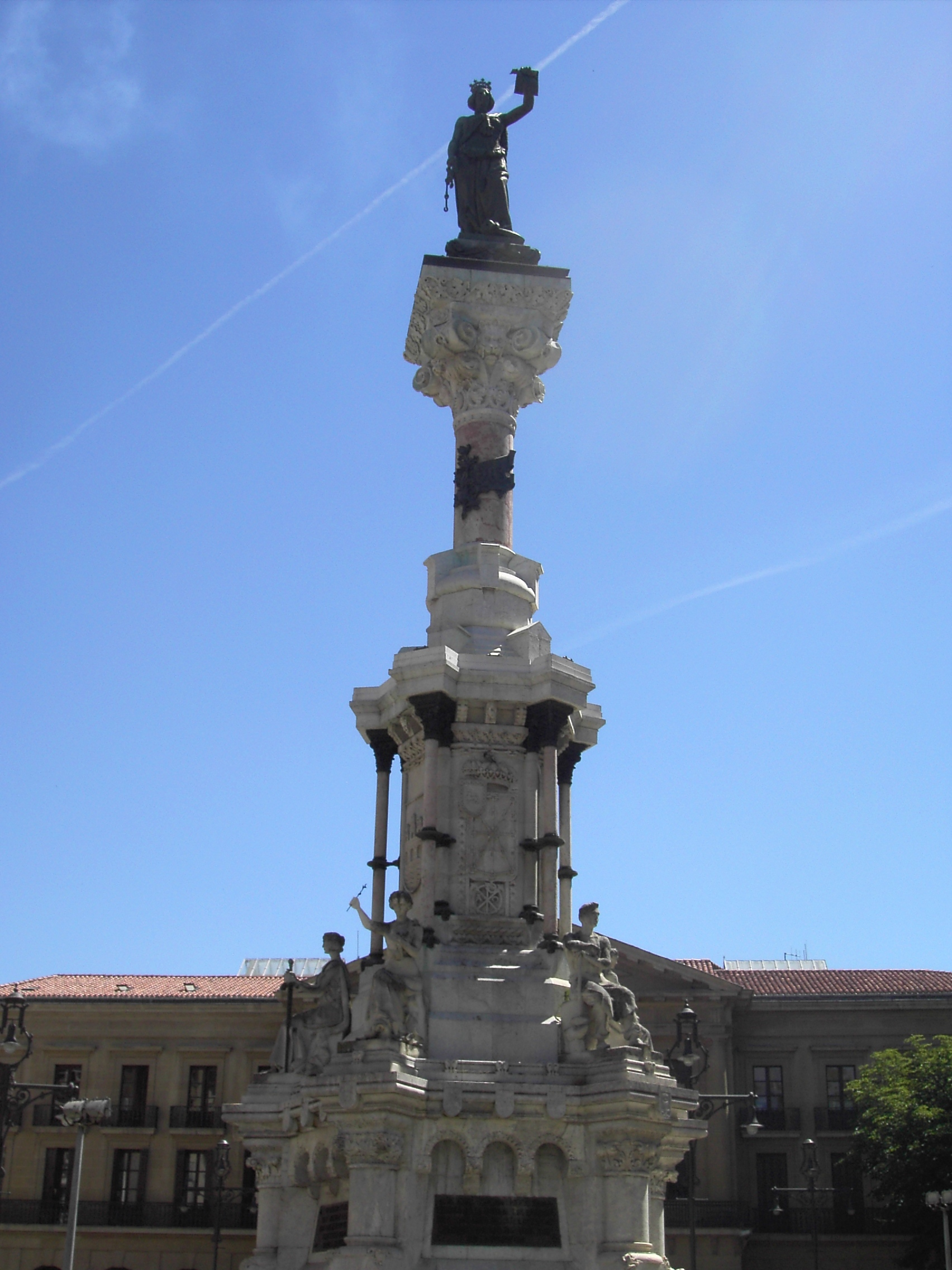
Monumento a los Fueros, Pamplona

## Programa y alianzas

### Programas
Inicialmente, los carlistas prefirieron no competir en un programa impulsado por la ideología y se limitaron a argumentar que solo el tradicionalismo sería un representante genuino de los intereses locales en Madrid. En realidad, fue la parte de los " Fueros " de su ideario la que se puso a la vanguardia, materializada como apoyo para los Fueristas en la década de 1880, las alianzas regionales locales de la década de 1890, Solidaritat Catalana de 1907 o Alianza Foral de los años veinte Sin embargo, el apoyo a los establecimientos locales tradicionales nunca ha sido un claro respaldo a los diseños autónomos para Vascongadas, Cataluña o cualquier otra región, lo que siguió socavando las relaciones carlistas-nacionalistas. Otra característica típica de la propaganda tradicionalista era la defensa de los derechos de la Iglesia católica y las constantes referencias a los valores cristianos. Los carlistas intentaron obtener una licencia exclusiva "católica" de la jerarquía y criticaron el supuesto abuso e inflación del término, otorgado por los obispos incluso a los candidatos liberales. Las reclamaciones dinásticas generalmente se velaron y el partido evitó el desafío abierto del gobierno alfonsista.
A medida que el sistema turnista degeneraba, en el siglo XX la propaganda carlista se centró cada vez más en la corrupción política, presentada como consecuencia inevitable del liberalismo. Las campañas de los candidatos carlistas, siempre ultraconservadores y antidemocráticos, en el cambio de los siglos se hicieron aún más reaccionarias e incluyeron llamadas cada vez más frecuentes para defender los valores tradicionales contra la "revolución roja". A fines de la década de 1910 y principios de la década de 1920, con la política carlista de alianzas tácticas en pleno apogeo, dejaron de lado los hilos ideológicos y cambiaron la atención a cuestiones prácticas. Por el contrario, fueron los Integristas quienes sobresalieron al criticar a los jaimistas por aliarse con los archienemigos liberales. Finalmente, los últimos años de Restauración estuvieron marcados por el rechazo externo del sistema político y la "farsa parlamentaria".

### Alianzas
No hubo un sistema claro de alianzas carlistas aplicables durante todo el período de Restauración. Inicialmente, al abstenerse de presentar sus propios candidatos, los seguidores de Carlos VII simpatizaban principalmente con las facciones derechistas de los conservadores, agrupaciones locales centradas en la defensa de las identidades regionales o con los candidatos católicos independientes. Los liberales, victoriosos en los campos de batalla, siguieron siendo su archienemigo.

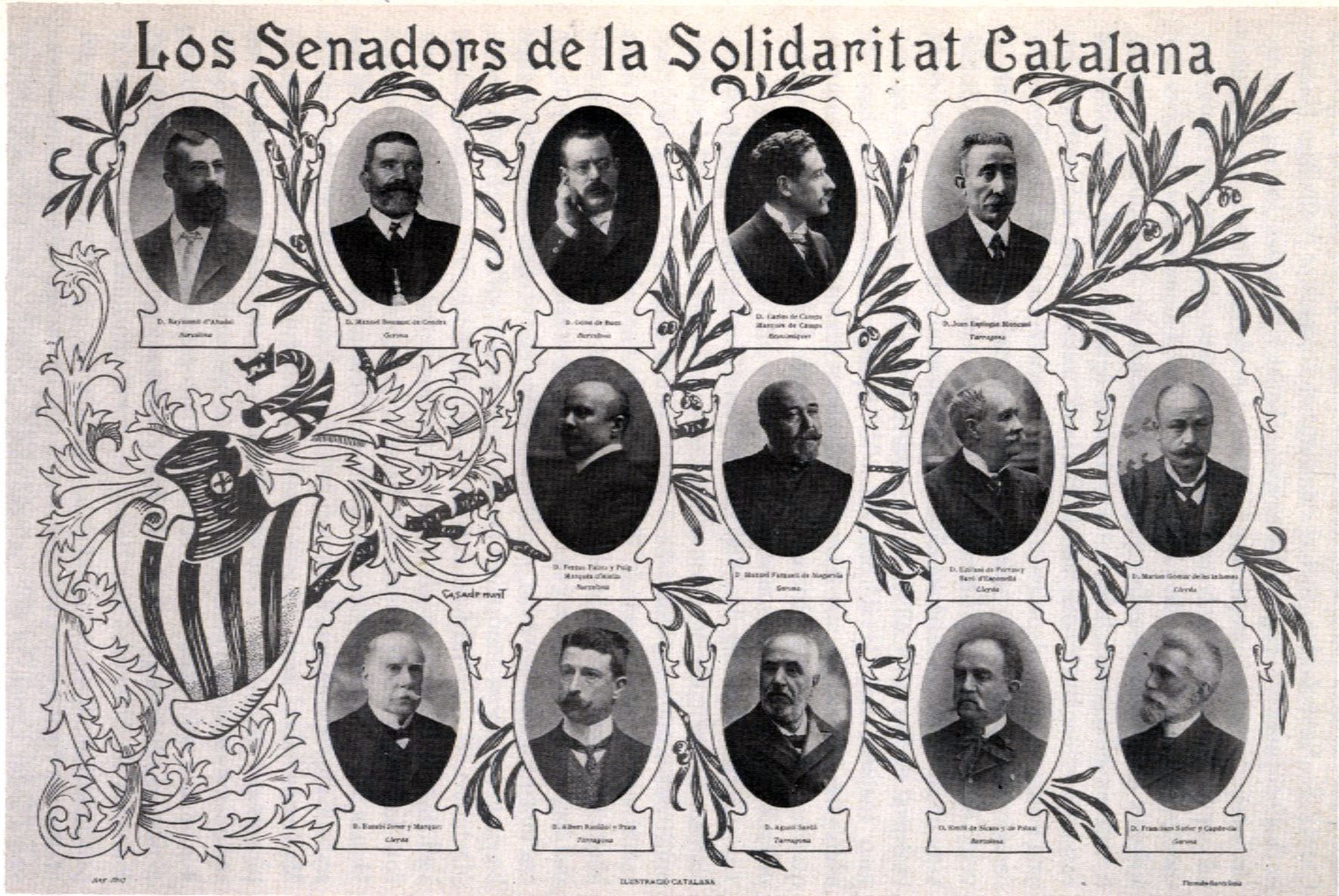
Postal con los senadores de Solidaritat Catalana

El patrón de la alianza cambió después de la división de 1888; ambos grupos se consideraron enemigos primarios y lucharon con una hostilidad venenosa, ocasionalmente apoyando incluso a los liberales. La enemistad se convirtió en acercamiento a principios de 1899, primero localmente en Guipúzcoa, y luego a nivel nacional. A principios del siglo XX, dos facciones se aliaron nuevamente contra los liberales, particularmente contra la Ley de Jurisdicciones. La oposición a los gobiernos liberales hizo que los carlistas se tragaran su enemistad por los republicanos y retrocedieran en su cautela hacia el catalanismo; El acceso a Solidaritat Catalana produjo el mayor contingente parlamentario carlista en 1907, aunque la agrupación se desmoronó pocos años después y sus emulaciones en otros lugares, como en Galicia o Asturias, tuvieron un éxito moderado. Las alianzas provinciales bajo un amplio paraguas monárquico-católico-regional continuaron hasta alrededor de 1915, concluidas principalmente con Integristas, Mauristas y candidatos independientes, aunque hubo escaramuzas también entre las pequeñas facciones tradicionalistas locales. Los últimos años de Restauración están marcados por el carlismo convencional que entró en alianzas tácticas fundamentales, incluidas aquellas con los liberales y nacionalistas, concluyeron a expensas de los enfurecidos Integristas. Finalmente, la secesión mellista dividió el carlismo más adelante.

## Geografía

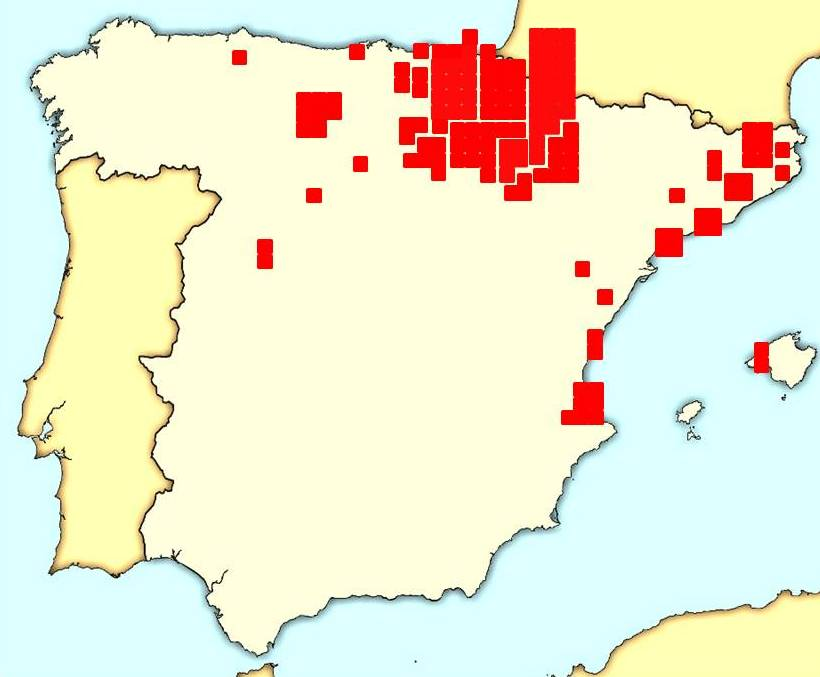
Distribución geográfíca de los diputados carlistas

(Ver también: "Carlismo electoral navarro durante la restauración")
| Nª | Distrito            | Provincia | %    |
| -- | ------------------- | --------- | ---- |
| 1  | Azpeitia            | Guipúzcoa | 85 % |
| 2  | Tolosa              | Guipúzcoa | 75 % |
| 3  | Estella             | Navarra   | 60 % |
| 4  | Aoiz                | Navarra   | 40 % |
| 4  | Cervera de Pisuerga | Palencia  | 40 % |
| 6  | Pamplona            | Navarra   | 38 % |
| 7  | Olot                | Gerona    | 30 % |
| 7  | Laguardia           | Álava     | 30 % |
| 9  | Tafalla             | Navarra   | 25 % |
| 10 | Vich                | Barcelona | 20 % |

Medido en términos del número de representantes del Congreso ganados, el apoyo geográfico hacia el Carlismo durante el período de Restauración se mantuvo extremadamente desigual; estuvo ausente en la mayor parte del país, fue menor aunque bastante constante en algunas provincias, y prosperó solo en un área. 
En general, el Carlismo mantuvo cierto potencial electoral en el tercio nororiental peninsular, desde el Golfo de Vizcaya, a lo largo de los Pirineos, hasta la costa del Mediterráneo central.
El núcleo base electoral de los carlistas se había conformado en las entonces llamadas Vascongadas y Navarra, que eligieron 94 parlamentarios (65% de todos los tradicionalistas en el Parlamento). 
Navarra eligió el 35% de los diputados legitimistas y surgió como la única área donde el movimiento dominó la vida política local. Aunque era casi inexistente en la década de 1880, a finales de siglo el carlismo controlaba entre el 35 y el 40% de los representantes navarros disponibles; Durante las dos primeras décadas del siglo XX surgió como una fuerza mayoritaria; Con el 60-80% de los representantes ganados en cada campaña, incluso actuó como árbitro en la escena política local, es decir, mediante alianzas con otros partidos que controlan todo el grupo de escaños asignados a la provincia. Dentro de Navarra, la fortaleza carlista estaba ubicada en el distrito de Estella, el único en la provincia (y uno de los 3 en España) donde el Carlismo ganó en conjunto la mayoría de los representantes disponibles durante el período de Restauración.
Dos provincias de Vascongadas donde el Carlismo se esforzó por dominar fueron Guipúzcoa y Álava. En Guipúzcoa, el movimiento obtuvo 33 representantes, que era el 33% de todos los representantes disponibles en la provincia durante todo el período y el 22% de todos los representantes carlistas ganados durante la Restauración. Dos fortalezas locales eran distritos rurales de Azpeitia y Tolosa, que registraron la tasa de éxito carlista más alta de toda España. En la pequeña provincia de Álava, los tradicionalistas obtuvieron en total el 15% de los representantes disponibles, aunque en las elecciones locales solían dominar, especialmente durante el siglo XIX. Otra provincia de Vascongadas, Vizcaya, fue el área donde la simpatía por una causa legítima se estaba deteriorando rápidamente, eligiendo dos veces a un diputado carlista de Durango.
| N.º | Región            | %       |
| --- | ----------------- | ------- |
| 1   | Navarra           | 36,40 % |
| 2   | Vascongadas       | 15,70 % |
| 3   | Cataluña          | 2,70 %  |
| 4   | Valencia          | 1,70 %  |
| 5   | Baleares          | 1,40 %  |
| 6   | Castilla la Vieja | 1,30 %  |
| 7   | León              | 0,40 %  |
| 8   | Asturias          | 0,40 %  |
| 9   | Andalucía         | 0,0 %   |
| 9   | Aragón            | 0,0 %   |
| 9   | Canarias          | 0,0 %   |
| 9   | Extremadura       | 0,0 %   |
| 9   | Galicia           | 0,0 %   |
| 9   | Murcia            | 0,0 %   |
| 9   | Castilla la Nueva | 0,0 %   |

| Nª | Provincia | %       |
| -- | --------- | ------- |
| 1  | Navarra   | 36,40 % |
| 2  | Guipúzcoa | 33,00 % |
| 3  | Álava     | 15,00 % |
| 4  | Palencia  | 8,00 %  |
| 5  | Gerona    | 5,70 %  |
| 6  | Castellón | 2,90 %  |
| 7  | Barcelona | 2,50 %  |
| 7  | Tarragona | 2,50 %  |
| 9  | Valencia  | 2,30 %  |
| 10 | Vizcaya   | 1,70 %  |

Las regiones donde el carlismo simplemente hizo visible su presencia (1-3% de los representantes disponibles) fueron la Castilla la Vieja y la costa levantina, que abarca Cataluña, Valencia y las Islas Baleares. 
En Cataluña, los tradicionalistas eligieron a 23 diputados, que era el 16% no marginal de todos los parlamentarios legitimistas, pero que representaba solo el 3% de todos los representantes catalanes disponibles. En las 4 provincias que forman la región, en Gerona los carlistas obtuvieron el 6% de los representantes, en Barcelona y Tarragona el 3%, y en Lérida este porcentaje se redujo a un mero 1%. En la mayoría de las campañas electorales (excepto 1907), la proporción carlista de escaños catalanes oscilaba en el rango del 2-5%. El más carlista de todos los distritos catalanes fue Olot, algo abordado solo por Vich.
Valencia estaba muy por detrás de Cataluña en términos absolutos (11) y en términos de tasa de éxito. Algo más fuertes en la provincia de Castellón (3%) que en la provincia de Valencia (2%), los carlistas podrían haber alardeado de un éxito relativo en Nules y Valencia. El más exitoso para los carlistas valencianos fue la campaña de 1919, cuando con 3 representantes ganados se llevaron el 9% del premio electoral.
La pequeña región de Baleares eligió a 2 diputados carlistas de Palma.
En Castilla la Vieja [108] la posición carlista - 11 diputados y el 1,3% de todos los representantes disponibles - se debió principalmente a 8 triunfos en Cervera de Pisuerga, uno de los 5 distritos electorales más carlistas del país, que también marcó a Palencia como una de las 5 provincias electorales más carlistas. Entre las provincias de Santander, Valladolid y Burgos los carlistas lograron elegir a un diputado.
Hubo 2 regiones con 1-2 diputados carlistas elegidos, lo que hace que el movimiento apenas esté presente aunque no sea realmente visible: León, y Asturias. En el norte, la proporción de representantes carlistas era inferior al 1%.
No hubo diputados carlistas elegidos en las regiones de Andalucía, Galicia, Aragón, Castilla la Nueva, Murcia, Extremadura e Islas Canarias. 
El movimiento estaba infrarrepresentado en grandes distritos urbanizados; las 10 ciudades españolas más grandes (con el 10% de toda la población) eligieron a 10 diputados carlistas, es el 7% de todos los diputados tradicionalistas.

## Personalidades

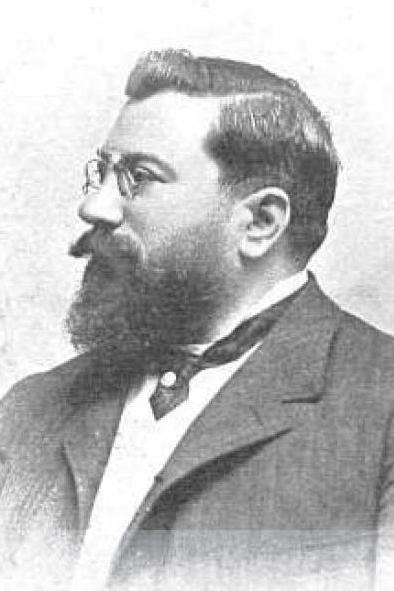
Vázquez de Mella

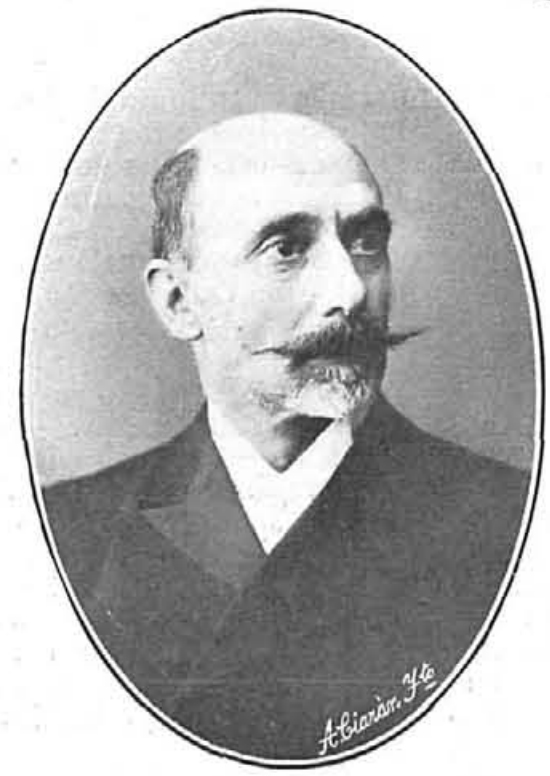
Llorens

Hubo 64 individuos elegidos como diputados carlistas durante todo el período de la Restauración; algunos de ellos cumplieron solo una legislatura y otros fueron veteranos parlamentarios. 

### Los más elegidos

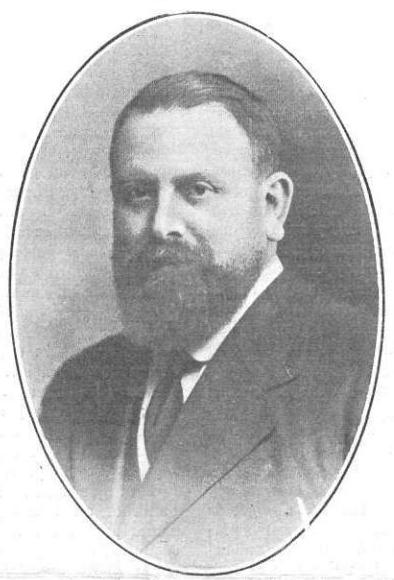
Senante

Los 4 diputados más elegidos tenían el 25% de todas las legislaturas carlistas del período: 
a) El valenciano Llorens fue elegido 3 veces de los distritos levantinos, antes de cumplir los 8 representantes consecutivos por la Estella navarra. Hasta el día de hoy, sigue siendo el diputado carlista más tiempo ha permanecido (24 años), el diputado carlista más ha perdurado consecutivamente (18 años) y el diputado carlista más elegido (11 veces).
b) El asturiano Vázquez de Mella fue elegido 7 veces por Navarra y una vez en representación de Oviedo.
c) El palentino Barrio sirvió como líder político carlista entre 1899 y 1909; en el período 1891-1909 (excepto 1903-1905) fue elegido por su natal Cervera de Pisuerga y dirigió a la minoría carlista en la Cámara baja.

d) El alicantino Senante representaba la rama integrista del movimiento. Durante 16 años estuvo representando continuadamente a Azpeitia y, junto con Llorens, ostenta el título de diputado carlista elegido más continuadamente de la historia (8 veces).

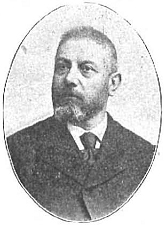
Barrio

### El conjunto
No existía una regla sobre los líderes políticos tradicionalistas que compiten por el Parlamento: Cándido Nocedal no presentó su candidatura después de la derrota de 1876; el marqués de Cerralbo, Enrique de Aguilera y Gamboa, tenía un asiento garantizado en el Senado en virtud de su grandeza de España; Matías Barrio participó entre 1901 y 1907 (y perdió en 1903); Bartolomé Feliú Pérez tuvo éxito en 1910; Pascual Comín no tuvo oportunidad de competir durante su representante extremadamente corto; Luis Hernando de Larramendi perdió en 1920 y el marqués de Villores fue obligado por la orden real del rey de los carlistas a abstenerse en 1923.
Los líderes de las facciones tradicionalistas separatistas tendieron a competir por el escaño parlamentario: el primer jefe integrista Ramón Nocedal tuvo 4 veces éxito, aunque también registró derrotas, el sucesor Juan Olazábal Ramery prefirió mantenerse fuera de las campaña electorales. Después de la secesión del Carlismo convencional en 1919, Vázquez de Mella fracasó en su apuesta por las Cortes.

### Generaciones carlistas
Tres veces hubo dos generaciones sirviendo como parlamentarios carlistas. Cronológicamente primero están el padre y el hijo de Ortiz de Zárate, Ramón y Enrique, ambos representando a la alavesa Vitoria en el siglo XIX. Luego vienen el padre y el hijo Ampuero, José María y José Joaquín, de Durango. El padre e hijo de Domínguez, Tomás y Tomás, representaban al distrito navarro de Aoiz. 
| N.º | Nombre y apellidos                   | Veces |
| --- | ------------------------------------ | ----- |
| 1   | Joaquín Llorens Fernández de Córdoba | 11    |
| 2   | Matías Barrio y Mier                 | 8     |
| 2   | Manuel Senante Martínez              | 8     |
| 2   | Juan Vázquez de Mella                | 8     |
| 5   | Luis García Guijarro                 | 5     |
| 5   | Cesáreo Sanz Escartín                | 5     |
| 5   | Ramón Nocedal Romea                  | 5     |
| 8   | Narciso Batlle y Baró                | 4     |
| 8   | Tomás Domínguez Romera               | 4     |
| 8   | Pedro Llosas Badía                   | 4     |
| 8   | José Sánchez Marco                   | 4     |
| 8   | Josep de Suelves y de Montagut       | 4     |
| 13  | Joaquín Baleztena Ascárate           | 3     |
| 13  | Esteban de Bilbao Eguía              | 3     |
| 13  | Miguel Irigaray y Gorría             | 3     |
| 13  | Víctor Pradera Larumbe               | 3     |

Solo hay 5 casos de personas que sirven en el parlamento antes y después de la tercera guerra carlista. Algunos de los políticos que comenzaron su carrera como diputados durante la Restauración sirvieron en las Congreso hasta fines de la década de 1960, siendo el caso más conocido el de Esteban Bilbao, el futuro presidente de las Cortes franquistas; sus primeros y últimos días en el legislativo se abarcan un período de 49 años.

### Sin competencia
Hubo casos de diputados carlistas que adquirieron su escaño sin competencia durante las elecciones. Fueron más frecuentes en Navarra (8 veces), donde periódicamente en los distritos de Estella y Aoiz, los posibles candidatos contrarios reconocieron la supremacía carlista y ni siquiera se molestaron en competir, aunque esporádicamente el notorio artículo 29 se aplicó también en otros lugares (por ejemplo, a favor de Senante en la Azpeitia guipuzcoana o en favor de Llosas Badia en el Olot catalán). Joaquín Llorens registró la victoria más contundente, logrando el 99,51% de los votos emitidos en 1907.

### Perfiles personales
Ninguno de los estudios consultados ofrece un perfil personal detallado y sistemático. La información disponible sugiere que los diputados carlistas solían ser terratenientes, abogados, catedráticos y periodistas, con muy pocos empresarios, funcionarios y militares. La mayoría de ellos comenzaron la carrera del Congreso a los 30 años.

## Factores de éxito

### Económicos
Muchos estudiosos que se esfuerzan por analizar la popularidad carlista (o la falta de ella) señalan las condiciones socioeconómicas, aunque las conclusiones ofrecidas por los investigadores de esta materia podrían ser contradictorias. La opinión predominante sostiene que el movimiento floreció en áreas rurales con grandes bienes comunes y dominado por participantes de clase media, al menos con recursos para automantenerse, además de, generalmente, ser  capaces de acceder a una economía de mercado. Este tipo de unidades proporcionaron bases económicas a los agricultores propietarios, la base social del carlismo, y fueron habituales en el entorno del norte de España. Cada vez que este grupo social se dirigía a propietarios campesinos de pequeñas tierras de escaso rendimiento, campesinos sin tierra, arrendatarios o jornaleros —los trabajadores rurales, como fue el caso de Castilla la Nueva o Andalucía, hogar de muchos terratenientes españoles—, el carlismo iba perdiendo su fundamento. En las áreas industrializadas, la movilidad social resultante fue socavando los patrones de vida tradicionales y socavando la popularidad carlista. El proletariado urbano en rápido crecimiento, aunque no del todo inmune a la propaganda carlista, tendió a abrazar el anarquismo y el socialismo. 
Muchos estudiosos que se esfuerzan por analizar la popularidad carlista (o la falta de ella) señalan las condiciones socioeconómicas,☃☃ aunque las conclusiones ofrecidas por los investigadores de esta materia podrían ser contradictorias.☃☃ La opinión predominante sostiene que el movimiento floreció en áreas rurales con grandes bienes comunes y dominado por participantes de clase media, al menos con recursos para automantenerse, además de, generalmente, ser  capaces de acceder a una economía de mercado.☃☃ Este tipo de unidades proporcionaron bases económicas a los agricultores propietarios, la base social del carlismo,☃☃ y fueron habituales en el entorno del norte de España. Cada vez que este grupo social se dirigía a propietarios campesinos de pequeñas tierras de escaso rendimiento, campesinos sin tierra, arrendatarios o jornaleros —los trabajadores rurales, como fue el caso de Castilla la Nueva o Andalucía, hogar de muchos terratenientes españoles—, el carlismo iba perdiendo su fundamento.☃☃ En las áreas industrializadas, la movilidad social resultante fue socavando los patrones de vida tradicionales y socavando la popularidad carlista.☃☃ El proletariado urbano en rápido crecimiento, aunque no del todo inmune a la propaganda carlista,☃☃ tendió a abrazar el anarquismo y el socialismo.

### Culturales y religiosos
Otro grupo de determinantes factores se relacionan con la cultura y la religión. Se observa que el carlismo estaba fuertemente vinculado a la religiosidad, más ferviente en las provincias del norte; las masas rurales indigentes en Extremadura, Andalucía o Castilla la Nueva han dejado de ser católicas.  Los grupos de población que demuestran apatía religiosa u hostilidad externa, como los profesionales de clase media socialmente dinámicos que predominaban cultural y políticamente en las comunidades urbanas durante la Restauración temprana, son responsables de trasladar la popularidad carlista a las ciudades.
En el siglo XX, fue la clase de trabajadores industriales la responsable de la creciente secularización de las grandes áreas metropolitanas y la falta de atractivo carlista en Madrid, Barcelona, Sevilla, Málaga, Zaragoza o Bilbao. Sin embargo, el consiguiente anti-urbanismo carlista no debió aplicarse universalmente; algunos estudiosos señalan que en partes de España como Galicia, el movimiento estuvo ausente en las zonas rurales y se mantuvo presente solo en ciudades medianas, como la de Orense.

### Regionalismo y nacionalismo
Los investigadores que se centran en el carlismo y los movimientos regionales coinciden en que hasta cierto punto ambos se apoyaron. La discusión se centra principalmente sobre si comenzaron a separarse cuando las identidades regionales dieron paso a cuestiones étnicos o incluso, más tarde, cuando las conciencias étnicas de tales comunidades abrazaron las demandas nacionalistas y políticas. Tampoco está claro por qué la interacción fue tan fundamental en algunas regiones, mientras que en otras, como Galicia, siguió siendo marginal.

### Historiografía
La historiografía carlista de las últimas décadas parece marcada por un creciente escepticismo respecto de las condiciones socioeconómicas que se ponen a la vanguardia, ahora sospechosas de darwinismo esquemático y simplificaciones excesivas. Un crítico subraya la aparición de la "nueva historia política", poniendo la atención en los patrones de interacción familiar, la mentalidad colectiva, los valores religiosos y morales, los factores antropológicos como las tradiciones y otros elementos descritos como "microsistemas de la vida cotidiana". Otro señala un aparente retorno del análisis político como clave principal de investigación. Otro más prefiere analizar la semiótica del discurso cultural como clave para comprender la popularidad carlista -también en términos de esfuerzos electorales- entre los menos privilegiados.